# 瑞典飲食

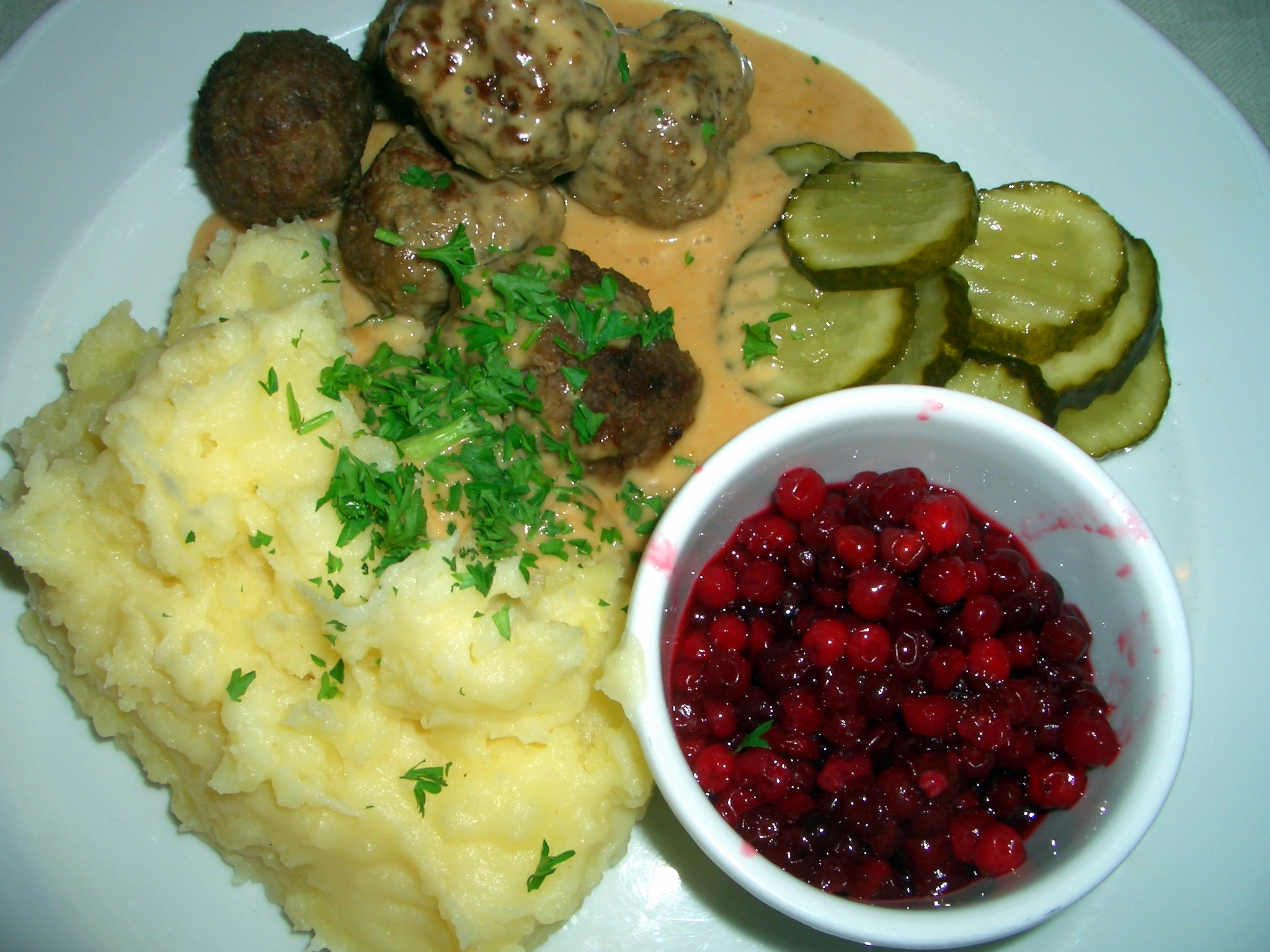
搭配奶油醬汁、馬鈴薯泥、醃黃瓜和越橘果醬的瑞典肉丸。

由於瑞典地幅南北狹長遼闊，氣候、風土各異，地區性特色鮮明，因而發展、建構出多元的瑞典飲食文化。就歷史觀點而言，在瑞典北部，受薩米文化影響，飲食以肉類如馴鹿以及野味菜餚為主；新鮮蔬菜在南方則扮演較大的角色。相較於義大利、法國等精緻飲食，瑞典的傳統飲食普遍簡素，但口味仍十分具有當地特色；傳統菜餚如豐盛的瑞典肉丸，常佐以肉汁和略帶酸辛味的越橘果醬食用。此外，瑞典也有在夏秋之交食用發酵鯡魚（surströmming）的習俗。
對於外來文化，瑞典始終採開放、兼容並蓄的態度，包括17世紀至18世紀間傳入的法國料理文化，到現代的壽司、拿鐵咖啡等。在速食方面，披薩和熱狗自1960年代傳入後已十分普及，成為瑞典飲食文化的一部分。接續在後的中東烤肉串和炸豆丸子也有同樣現象，專賣外國特色菜餚的小餐館在瑞典亦日漸興盛。

## 外部連結
- VisitSweden —瑞典觀光旅遊官方網站：瑞典美食
- Sweden.se —瑞典經典美食：傳統和創意料理
- Gretchen的食譜—瑞典食譜 （页面存档备份，存于）